# 罗伯特·约翰逊
罗伯特·勒罗伊·约翰逊（英語：Robert Leroy Johnson，1911年5月8日—1938年8月16日）是一位美國藍調吉他手、音乐家、词曲作家。他在1936和1937年间录制的划时代意义的录音展现了他极强的歌唱、吉他技巧和作曲天赋，对之后众多音乐家产生了深远影响。约翰逊只活到了27岁，关于他的记录资料也非常少，这让他成为了一个传奇人物，甚至有传说他在當地密西西比高速公路的十字路口和魔鬼交易，用他的灵魂换来了他在音乐上的造诣。作为一个流浪音乐人，他獨自在街角，和小酒館，以及周六晚上的舞会都曾經表演过，但是在他在世时，他几乎没有得到公众的认可，也没有成名或靠音乐赚到多少钱。

## 人生及成名
逝世23年後，直到1961年，当他的录音被再版到一张叫《三角洲藍調歌王》的密纹單軌唱片时，他的音乐才被更多观众所聽見和欣賞。羅伯·強生现在已经被认为是藍調音乐大师，尤其是他在密西西比三角洲的三角洲藍調风格評價。许多摇滚音乐人也把強生看作是对他们有重要影响的人。

## 後世影響
艾瑞克·克莱普頓曾說，羅伯·強生是“有史以来最重要的藍調歌手”。因为其对藍調和摇滚乐早期的影响，強生在1980年入選第一批藍調名人堂，1986年也是第一批入選了摇滚名人堂早期影響者，2000入選密西西比音樂家名人堂，2006年獲選葛萊美終身成就獎。在2003年，大衛·弗里克於滾石雜誌中將強生排在《史上最偉大的100位吉他手》中的第5位，2011年滾石雜誌一百大吉他手列為第71名。
一生留下了29首錄製的歌曲中，1936年所錄製的《甜蜜的家芝加哥》後來成為他首次錄製的藍調標準歌曲，另一首《十字路口藍調》也是被認證為藍調標準並具有三角洲藍調的獨特風格，有吉他獨奏部分和幻燈片吉他的技巧聲學，還有《我的掃帚掃除灰塵》，後來經由幻燈片吉他之王埃爾莫爾·詹姆斯重唱後再次風靡，這首歌曲不僅列入藍調標準，也進駐藍調名人堂和葛萊美名人堂，並入駐美國國會圖書館國家錄音紀錄登記處。
1937年的作品《我足跡上的地獄獵犬》，據傳是羅伯·強生在十字路口將他的靈魂奉獻給魔鬼，作為一個和浮士德的交易，以換取他音樂上的才能 ，此曲在1983年被引入藍調名人堂的“藍調錄音經典”，也被美國全國廣播電台列為“20世紀100首美國最重要的音樂作品”之一。他錄製自己所創作的歌曲，被許多藍調歌手和音樂家傳唱，逝世後被譽為《三角洲藍調王》，他是藍調音樂歷史中最重要的人物之一。

## 逝世
罗伯·強生在1938年逝世，原因不明，有傳說是被毒死，有人說因為梅毒，也有魔鬼交易傳說，逝世時僅27歲，也是27俱樂部傳說人物，美國郵政局於1994年9月17日發行了他的紀念郵票。

## 外部連結
- 《大英百科全书》中的条目：罗伯特·约翰逊（英文）
- Robert Johnson Death Certificate. State of Mississippi.
- 在Find a Grave上的Robert Johnson
- Bluesman's Son Gets His Due （页面存档备份，存于） Ellen Barry, Los Angeles Times. June 2, 2004. Johnson Legal Battle.